# Borato de bario
El borato de bario es un compuesto inorgánico, un borato de bario con fórmula química BaB2O4 o Ba(BO2)2. Está disponible en forma hidratada o deshidratada, como polvo blanco o cristales incoloros. Los cristales existen en la fase α de alta temperatura y en la fase β de baja temperatura, abreviadas como BBO; ambas fases son birrefringentes, y el BBO es un material óptico no lineal común.
El borato de bario fue descubierto y desarrollado por Chen Chuangtian y otros del Instituto Fujian de Investigación sobre la Estructura de la Materia, de la Academia China de Ciencias.

## Propiedades

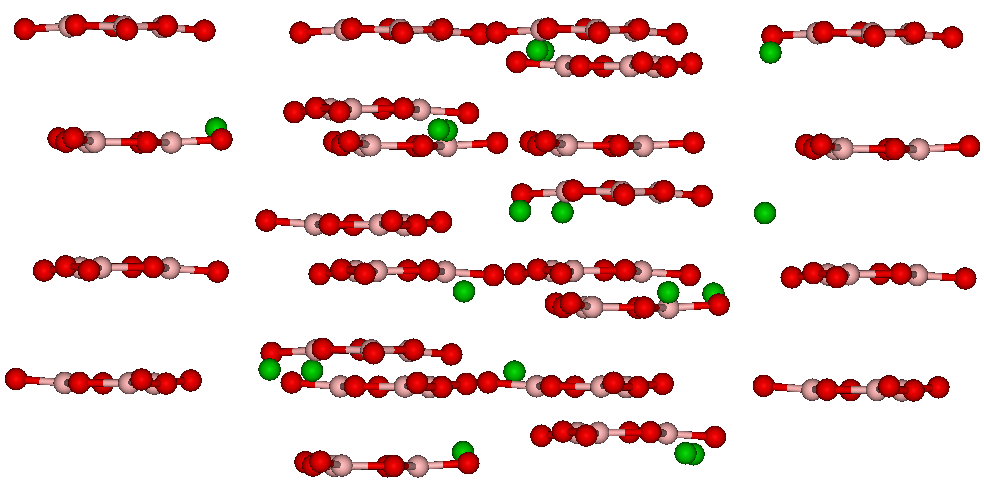
Estructura cristalina del BBO vista casi perpendicular al eje c. Colores: verde - Ba, rosa - B, rojo - O

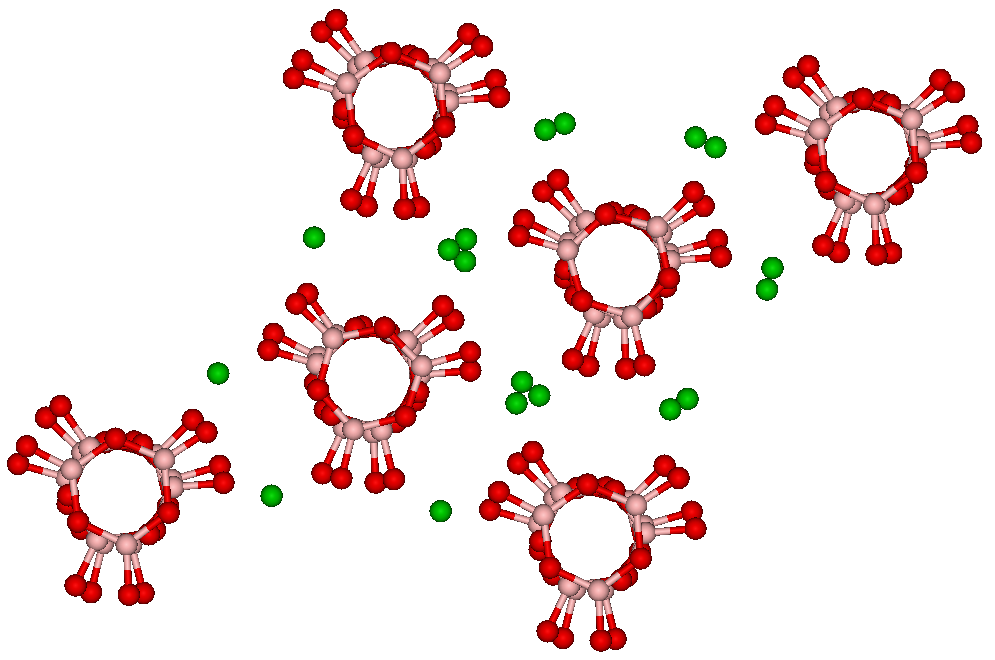
BBO visto a lo largo del eje c

El borato de bario existe en tres formas cristalinas principales: alfa, beta y gamma. La fase beta de baja temperatura se convierte en la fase alfa al calentarse a 925 °C. El β-borato de bario (BBO) se diferencia de la forma α por las posiciones de los iones de bario dentro del cristal. Ambas fases son birrefringentes, sin embargo la fase α posee simetría céntrica y por lo tanto no tiene las mismas propiedades no lineales que la fase β.
El alfa borato de bario, α-BaB2O4, es un material óptico con una ventana de transmisión óptica muy amplia, de unos 190 nm a 3500 nm. Tiene buenas propiedades mecánicas y es un material adecuado para la óptica de polarización ultravioleta de alta potencia.Puede sustituir a la calcita, el dióxido de titanio o el niobato de litio en prismas Glan-Taylor, prismas Glan-Thompson, divisores de haz walk-off y otros componentes ópticos. Tiene baja higroscopicidad y su dureza Mohs es de 4,5. Su umbral de daño es de 1 GW/cm2 a 1064 nm y de 500 MW/cm2 a 355 nm.
El borato beta de bario, β-BaB2O4, es un material óptico no lineal transparente en el rango ~190-3300 nm. Puede utilizarse para la conversión paramétrica descendente espontánea. Además, su dureza Mohs es de 4,5.
El borato de bario gamma, γ-BaB2O4, descubierto recientemente, se produjo calentando borato de bario beta a 900 °C bajo 3 GPa de presión. Se descubrió que tenía una estructura cristalina monoclínica.
El borato de bario tiene una fuerte birrefringencia uniaxial negativa y puede ajustarse en fase para la generación de segundos armónicos de tipo I (ooe) de 409,6 a 3500 nm. La sensibilidad a la temperatura de los índices de refracción es baja, lo que da lugar a un ancho de banda de ajuste de fase a temperatura inusualmente grande (55 °C).
Aunque las fases cristalinas α y β a presión ambiente sólo contienen boro trigonal, hibridado sp2, el vidrio BBO tiene alrededor del 40% del boro en sitios tetraédricos, hibridados sp3. En estado líquido, las fracciones relativas de boro sp2 y sp3 dependen de la temperatura, favoreciéndose la coordinación trigonal plana a temperaturas más altas.

## Síntesis
El borato de bario puede prepararse por reacción de una solución acuosa de ácido bórico con hidróxido de bario. El γ-borato de bario preparado contiene agua de cristalización que no puede eliminarse completamente por secado a 120 °C. El γ-borato de bario deshidratado puede prepararse calentándolo a 300-400 °C. La calcinación a unos 600-800 °C provoca la conversión completa a la forma β. El BBO preparado por este método no contiene trazas de BaB2O2.
Los cristales de BBO para óptica no lineal pueden cultivarse a partir de fusión fundida de borato de bario, óxido de sodio y cloruro de sodio.
Las películas finas de borato de bario pueden prepararse mediante MOCVD a partir de hidro-tri(1-pirazolil)borato de bario(II). Se pueden obtener diferentes fases dependiendo de las temperaturas de deposición. Las películas delgadas de borato de beta-bario se pueden preparar mediante síntesis sol-gel.
El borato de bario monohidratado se prepara a partir de la solución de sulfuro de bario y tetraborato de sodio. Es un polvo blanco. Se utiliza como aditivo en pinturas, por ejemplo, como retardante de llama, inhibidor del moho e inhibidor de la corrosión. También se utiliza como pigmento blanco.
El borato de bario dihidratado se prepara a partir de la solución de metaborato de sodio y cloruro de bario a 90-95 °C. Tras enfriarse a temperatura ambiente, precipita un polvo blanco. El borato de bario dihidratado pierde agua a más de 140 °C. Se utiliza como retardante de llama para pinturas, textiles y papel.

## Aplicaciones
El BBO es un cristal óptico no lineal muy popular. Los fotones enlazados cuánticamente se pueden producir con borato de bario beta. El borato de bario es un bactericida y fungicidaque se añade a pinturas, revestimientos, adhesivos, plásticos y productos de papel.
El borato de bario es resistente a la radiación ultravioleta. Puede actuar como estabilizador UV para el cloruro de polivinilo.
La solubilidad del borato de bario es una desventaja cuando se utiliza como pigmento. Existen polvos recubiertos de sílice. Las propiedades alcalinas y las propiedades de pasivación anódica del ión borato mejoran el rendimiento anticorrosión. El pigmento de metaborato de bario disponible habitualmente se presenta en tres grados: el grado I es un metaborato de bario en sí, el grado II está compuesto por un 27% de óxido de zinc y el grado III está compuesto por un 18% de óxido de zinc y un 29% de sulfato de calcio. El borato de bario muestra un rendimiento sinérgico con el borato de zinc.
El borato de bario se utiliza como fundente en algunas formulaciones cerámicas dieléctricas de titanato de bario y circonato de plomo de Clase 2 de la EIA para condensadores cerámicos, en una cantidad aproximada del 2%. La relación bario-boro es crítica para el rendimiento del fundente; el contenido de BaB2O2 afecta negativamente al rendimiento del fundente.
El vidrio de borato de bario y cenizas volantes puede utilizarse como blindaje contra la radiación. Tales vidrios son superiores en rendimiento al hormigón y a otros vidrios de borato de bario.